# Cecina Deci Màxim Basili
Cecina Deci Màxim Basili (fl. 480–483), va ser un polític romà. Va ser el primer cònsol elegit sota el govern d'Odoacre (480), i posteriorment va ser prefecte del pretori d'Itàlia. És conegut sobretot per haver presidit l'elecció del papa Fèlix III.
Membre de la gens Dècia, Basili era fill de Cecina Deci Basili, un dels dos cònsols de l'any 463. Va tenir quatre fills, tots ells van assolir el rang consular. Albí el 493 (presumiblement el primer cònsol nomenat per Teodoric el Gran), Aviè el 501, Teodor el 505 i Inportú el 509.  Va ser el primer cònsol nomenat des de Roma després de l'elecció de Rufí Postum Festus vuit anys abans.
Com a líder del Senat romà i ministre principal del rei Odoacre, i patró dels Verds, Basili va ser un dels homes més poderosos de la Roma postimperial. Com a resultat, Basili va tenir un paper important en l'elecció papal del 483, sent el beneficiari d'una admonició emesa pel Papa Simplici que li donava poder de veto sobre l'elecció del seu successor. Quan va quedar clar que Simplici era al llit de mort, Basili va convocar una reunió del Senat, el clergat i els principals bisbes locals per elegir el següent papa, Fèlix III. En el mateix concili, es va promulgar una llei eclesiàstica que prohibia l'alienació de béns eclesiàstics per part dels futurs papes.
Les actes d'un sínode romà de l'any 501 indiquen que ja era mort en aquella data, i un passatge de Cassiodor mostra que la seva mort va ocórrer abans que els seus fills arribessin a l'edat adulta, deixant la seva mare a càrrec de la llar.